# F. Keogh Gleason
Pour les articles homonymes, voir Keogh (homonymie) et Gleason.
Francis Keogh Gleason est un chef décorateur américain né le 14 avril 1906 à Minneapolis (Minnesota) et mort le 18 décembre 1982 à Los Angeles (Californie).

## Biographie
Francis Keogh Gleason fait des études au Minneapolis College of Art and Design, dont il sort diplômé en 1927.

## Filmographie partielle

### Cinéma
- 1942 : Pour moi et ma mie (For Me and My Gal) de Busby Berkeley
- 1951 : Un Américain à Paris (An American in Paris) de Vincente Minnelli
- 1952 : Les Ensorcelés (The Bad and the Beautiful) de Vincente Minnelli
- 1953 : Tous en scène (The Band Wagon) de Vincente Minnelli
- 1953 : Histoire de trois amours (The Story of Three Loves) de Gottfried Reinhardt et Vincente Minnelli
- 1954 : Brigadoon de Vincente Minnelli
- 1955 : La Toile d'araignée (The Cobweb) de Vincente Minnelli
- 1955 : L'Aventure fantastique (Many Rivers to Cross) de Roy Rowland
- 1956 : La Vie passionnée de Vincent van Gogh (Lust for Life) de Vincente Minnelli
- 1956 : Marqué par la haine (Somebody Up There Likes Me) de Robert Wise
- 1957 : Le Rock du bagne (Jailhouse Rock) de Richard Thorpe
- 1957 : L'aigle vole au soleil (The Wings of Eagles) de John Ford
- 1958 : Gigi (film, 1958) de Vincente Minnelli
- 1959 : Une fille très avertie (Ask Any Girl) de Charles Walters
- 1959 : Le Monde, la Chair et le Diable (The World, The Flesh and the Devil) de Ranald MacDougall
- 1960 : La Machine à explorer le temps (The Time Machine) de George Pal
- 1960 : Un numéro du tonnerre (Bells Are Ringing) de Vincente Minnelli
- 1961 : L'Américaine et l'Amour (Bachelor in Paradise) de Jack Arnold
- 1962 : Quinze jours ailleurs (Two Weeks in Another Town) de Vincente Minnelli
- 1962 : Les Quatre Cavaliers de l'Apocalypse (The Four Horsemen of the Apocalypse) de Vincente Minnelli
- 1963 : Il faut marier papa (The Courtship of Eddie's Father) de Vincente Minnelli
- 1963 : Un homme doit mourir (The Hook) de George Seaton
- 1965 : Le Chevalier des sables (The Sandpiper) de Vincente Minnelli

### Télévision
- 1957-1958 : Monsieur et Madame détective (17 épisodes)
- 1958 : Northwest Passage (3 épisodes)
- 1959 : Alcoa Presents: One Step Beyond (4 épisodes)
- 1960-1962 : La Quatrième Dimension (20 épisodes)
- 1961 : Les barons de la pègre (1 épisode)
- 1963-1964 : The Richard Boone Show (19 épisodes)
- 1966 : Mon Martien favori (12 épisodes)
- 1966-1967 : Des agents très spéciaux (7 épisodes)
- 1970 : Bracken's World (2 épisodes)

## Distinctions
Oscar des meilleurs décors

### Récompenses
- en 1952 pour Un Américain à Paris
- en 1953 pour Les Ensorcelés
- en 1957 pour Marqué par la haine
- en 1959 pour Gigi

### Nominations
- en 1954 pour Histoire de trois amours
- en 1955 pour Brigadoon
- en 1957 pour La Vie passionnée de Vincent van Gogh